# Poul Andersen (jurist)
 For alternative betydninger, se Poul Andersen. (Se også artikler, som begynder med Poul Andersen)
Poul Alfred Andersen (født 12. juni 1888 i Mesinge, død 6. juni 1977 i Rungsted) var en dansk jurist, der både har bidraget til udvikling af forfatningsret og forvaltningsret.
Andersen blev blev student fra Odense Katedralskole i 1910 og tog juridisk embedseksamen fra Københavns Universitet i 1916. I 1924 blev han dr.jur. på disputatsen Om ugyldige forvaltningsakter. Med særligt Henblik paa Ugyldighedsgrundene. Samme år blev han docent ved Københavns Universitet, hvor han var professor 1928-1958. 
I sit forvaltningsretlige hovedværk, Dansk Forvaltningsret (1936), der stadig anses for at være et grundlæggende værk indenfor dansk forvaltningsret, udviklede han magtfordrejningsprincippet, som blev udbygget i Offenretligt Erstatningsansvar, der udkom i 1938. Fra 1935 beskæftigede Andersen sig også med statsforfatningsret. I 1954 skrev han det første grundlovsfortolkende værk om Grundloven af 1953, Dansk Statsforfatningsret, hvoraf andet oplag udkom i 1964.
Til Andersens banebrydende nyskabelser hører, at han introducerede begreberne "forvaltningsakt" og "magtfordrejning", der er inspireret fra fransk ret eller tysk ret.
Ved oprettelsen af institutionen Folketingets Ombudsmand havde Andersen en ledende rolle.

## Andersens værker (uddrag)
Andersens værker er udgivet under navnet Poul Andersen, altså uden mellemnavnet Alfred. Flere af Andersens bøger kan findes på Københavns Universitets online projekt jurabog:
- 1924 Om ugyldige forvaltningsakter. Med særligt Henblik paa Ugyldighedsgrundene (disputats)[5]
- 1928 Dansk Statsborgerret
- 1940 Grundtvig som Rigsdagsmand og andre Afhandlinger[5]
- 1936 Offenretligt Erstatningsansvar[7]
- 1936 Dansk Forvaltningsret (5. udg. 1965)[3]
- 1954 Dansk Statsforfatningsret (2. oplag 1964),[11] som dog anvender den retskrivning, som blev afskaffet i 1948.[12]
- 1963 Dansk Forvaltningsret - almindelige Emner (4. udgave)
- ukendt år Næringsretten[13]